# 碳质
碳质（英語：carbonaceous）与碳、含碳或由碳组成的物质相关，用于描述任何富碳的物质。例如“碳质烃”就是极不饱和的高分子量烃，具有较高碳氢比；碳质球粒陨石则是富含碳的陨石。
“碳质”一词最早于1791年開始使用。
“碳质”在地质学中是指地质材料在石墨化的变质作用中生成的石墨。